# Egidio, el granjero de Ham
Egidio, el granjero de Ham es una novela de John Ronald Reuel Tolkien que fue publicada en 1949 y es la presunta traducción de un manuscrito en latín insular que cuenta los orígenes del Pequeño Reino.

## Argumento
Ægidius Ahenobarbus Julius Agricola de Hammo, o Egidio de Ham para abreviar, vive con su mujer Águeda y su perro Garm en su granja, en la región central de la isla de Bretaña. Un día Garm lo despierta anunciándole la intromisión en la granja de un gigante, llegado del Norte, corto de vista y un poco sordo, que se ha extraviado en su paseo, y que, entre otros destrozos, ha pisado a la vaca Galatea dejándola chata como una estera. Egidio acude con su trabuco, que se le dispara sobre la carota del gigante debido al susto que se lleva al verlo. Éste cree que le ha picado un insecto y huye del lugar. El incidente es celebrado por los habitantes del pueblo, y la fama de Egidio llega a oídos del rey, quien le regala una vieja espada. Todo marcha bien para el granjero hasta que entra en escena un dragón, llamado Crisófilax Dives. Egidio, armado con la espada, que según descubre el párroco por unas inscripciones se trata de Caudimordax o Tajarrabos, la espada del que fuera exterminador de dragones Bellomarius, que se desenvaina sola cuando hay un dragón cerca, hiere a Crisófilax, que promete entregar sus riquezas si no lo mata. Marcha para traérselas. Enterado el rey, acude a Ham para reclamar como suyas las riquezas del dragón, pero éste incumple la promesa al no regresar. El rey manda a Egidio y a algunos de sus caballeros a ajustar cuentas con el dragón, el cual mata a unos y ahuyenta a otros, pero ante la presencia de Egidio con su espada, se ve obligado a darle gran parte de sus tesoros, cargando con él en el regreso. Egidio, tras negarle el tesoro al rey, y con la ayuda de Crisófilax, crea su propio reino. Siendo ya rey, deja ir al dragón, que retorna a su cueva junto a la parte del tesoro que no entregó a Egidio.
- Datos: Q471398